# Benecke-Kaliko

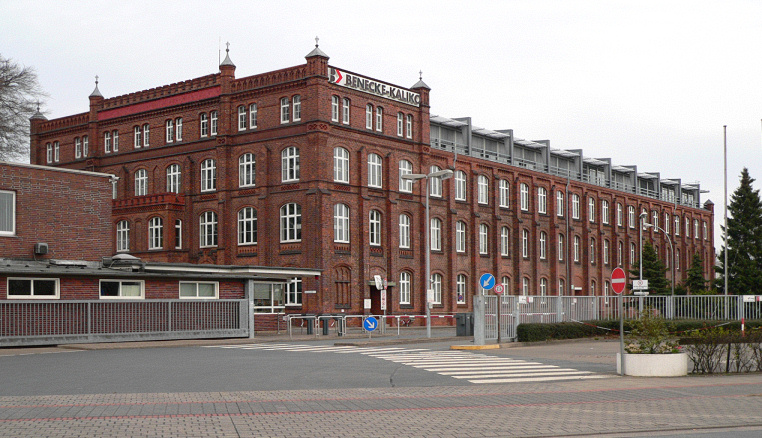
Firmengelände der Benecke-Kaliko AG in Hannover

Die Benecke-Kaliko AG in Hannover ist Entwickler und Hersteller von technischen und dekorativen Flächenmaterialien aus Kunststoffen. Seit 2017 tritt sie unter der Marke Continental auf.

## Unternehmen
Die Benecke-Kaliko AG, hervorgegangen aus der J. H. Bennecke GmbH, mit Sitz in Hannover ist Teil von Continental Surface Solutions, einem Geschäftsbereich der ContiTech-Gruppe. Die Kernkompetenz liegt auf dem Bereich Kfz-Bahnenware. Benecke-Kaliko produziert an elf Standorten und erzielte 2016 mit mehr als 2900 Mitarbeitern einen Umsatz von 599 Millionen Euro.

## Hauptstandorte und Produkte
Insgesamt stellte die Benecke-Kaliko AG im Jahr 2015 rund 100,5 Mio. m² Bahnware her.
Seit 2006 produziert Benecke-Changshun Auto Trim Co., Ltd. im chinesischen Zhangjiagang PVC-Schaumfolie und -Kunstleder für die chinesische Automobilindustrie, mit ca. 480 Arbeitskräften rund 20 Millionen m² jährlich (Stand 2018). Das Unternehmen ist ein Joint Venture mit dem chinesischen Fachhändler für Automobilkunststoffe Jiangsu Changshun Group Co., Ltd. und wurde 2013 um eine TPO-Fertigung erweitert.
2008 wurde ein neues Werk im mexikanischen San Luis Potosí gebaut. Rund acht Millionen Euro hat das Unternehmen in die Fabrik investiert. Dort werden seit Jahresbeginn 2009 PVC-Schaumfolie und PVC-Kunstleder sowie TPO-Kompakt- und Schaumfolie für den amerikanischen Markt gefertigt – rund 13 Millionen m² jährlich. Das Werk beschäftigte 2018 rund 250 Mitarbeiter.
2014 ging Benecke-Kaliko mit dem chinesischen Partnerunternehmen Jiangsu Changshun Group Co. Ltd. ein Joint-Venture zum Bau eines zweiten chinesischen Werks in Changzhou ein, das im Februar 2016 eröffnet wurde und 2018 159 Mitarbeiter beschäftigte. Zudem übernahm Benecke-Kaliko zwei Standorte der belgischen Mecaseat Gruppe im spanischen Pamplona und im polnischen Wagrowiec. An beiden Standorten waren 2018 zusammen 150 Mitarbeiter beschäftigt.

## Geschichte
Die Firmengeschichte geht zurück bis ins Jahr 1718; damals wurden in Hannover unter dem Namen „Königlich privilegierte Wachstuchmacherey vor dem Steinthore“ (also außerhalb der Stadtmauern, Am Judenkirchhof) Bespannmaterialien für Wand- und Deckenbespannung hergestellt. Die Verlegung des Werkes an den heutigen Standort in Vinnhorst erfolgte ab 1898, 1901 wurde das Werk eröffnet.
Der Firmenname geht zurück auf Ernst Phil. Benecke, der 1771 das Geschäft übernahm, und auf den Baumwollstoff Kaliko, der seinerseits nach der südindischen Stadt Kalikut (heute: Kozhikode) benannt ist.
1993 erfolgte die Fusion mit der Göppinger Kaliko GmbH und damit die Anbindung an die ContiTech Holding. 2017 hat die Continental AG die Hornschuch-Gruppe mit Hauptsitz in Weißbach, Deutschland, und mehr als 1.800 Mitarbeitern an vier Produktionsstandorten in Deutschland sowie den USA übernommen und diese in den unter der Marke Continental auftretenden Geschäftsbereich Benecke-Hornschuch Surface Group integriert. Seit dem 1. Januar 2018 gehört der ehemalige ContiTech-Geschäftsbereich Elastomer Coatings als drittes Segment neben Automotive und Living Solutions zur Benecke-Hornschuch Surface Group. Es stellt technische Stoffe, Membranen und Drucktücher her.
Seit Mitte 2019 tritt die Geschäftseinheit nach außen nur noch als Continental und intern unter der Bezeichnung Surface Solutions in Erscheinung.

## Schriften
- Acella-Kurier. Nachrichten für die Angehörigen der Firma J. H. Benecke, Hannover-Vinnhorst, Hannover-Vinnhorst [Postfach]: J. H. Benecke GmbH, bei der Deutsche Nationalbibliothek (DNB) nachgewiesene Ausgaben 8.1960 bis 13.1965,8
- Benecke-Report. Werkzeitschrift der Firma J. H. Benecke GmbH, Vinnhorst (Hannover): J. H. Benecke GmbH, Ausgaben 13.1965,9/10 - 21.1973,10; damit Erscheinen eingestellt